# Meu Amigo Hindu
Meu Amigo Hindu (My Hindu Friend) é um filme brasileiro do gênero drama, lançado em 3 de março de 2016. O filme foi rodado em 2015 nos Estados Unidos e no Brasil e totalmente em inglês.
Meu Amigo Hindu foi apresentado pela primeira vez durante a 39ª edição da Mostra Internacional de Cinema de São Paulo, que aconteceu entre outubro e novembro de 2015. 
Foi exibido pela primeira vez na TV aberta pela Rede Globo na madrugada do dia 16 de julho de 2016, na sessão Supercine, homenageando o diretor que faleceu em 13 de julho.
O diretor do longa, Hector Babenco, teve um câncer linfático no início dos anos 1990, curado após passar por um transplante de medula óssea. Porém, segundo o próprio diretor, o filme não é autobiográfico, é uma ficção alimentada com as suas memórias enquanto esteve doente. 

## Sinopse
O longa narra o drama de Diego (Willem Dafoe), um cineasta que após ser diagnosticado com um câncer em estado avançado decide se casar com sua mulher de muitos anos, despede-se dos amigos e embarca numa viagem para os Estados Unidos onde irá submeter-se a um tratamento experimental. No hospital, ele conhece um menino hindu de oito anos, Rajesh (Rio Adlakha), que também está internado e logo os dois se tornam amigos. A partir desse encontro ambos passam a dividir fantasias que os ajudam a suportar o período de tratamento.

## Elenco
- Willem Dafoe como Diego
- Rio Adlakha como Rajesh
- Maria Fernanda Cândido como Livia
- Selton Mello como A Morte
- Bárbara Paz como Sophia Guerra
- Reynaldo Gianecchini como Ricardo Steen
- Maitê Proença como Debora
- Dalton Vigh como Dr. Morris
- Ary Fontoura como Dudu
- Tânia Khalill como Rosemary
- Dan Stulbach como Marcos
- Guilherme Weber como Antonio
- Denise Weinberg como Anita
- Daniela Galli como Mary Flowers
- Gilda Nomacce como Mulher de Antonio
- Juan Alba como Rodrigo
- Ju Colombo como Sebastiana
- Fabiana Gugli como Eugênia
- Barry Baker como Eduardo
- Amanda Sobel como Ivy Stupakoff
- Dionisio Neto como Ademir
- Henry Sobel como Rabino
- Cristina Mutarelli como Manuela
- Roney Facchini como Carlos
- Christine Fernandes como Dra. Virginia
- Clara Choveaux como Mulher jovem
- Vera Valdez como Esposa da Morte
- Nizo Neto como Apresentador de TV
- Marcello Airoldi como Médico
- Daniella Pinfildi como Esposa do Eduardo
- Soren Hellerup como Herbert Spencer

## Principais prêmios
| Ano  | Premiação                          | Categoria                    | Resultado |
| ---- | ---------------------------------- | ---------------------------- | --------- |
| 2017 | Grande Prêmio do Cinema Brasileiro | Melhor Ator Coadjuvante      | Indicado  |
| 2017 | Grande Prêmio do Cinema Brasileiro | Melhor Direção de Arte       | Indicado  |
| 2017 | Grande Prêmio do Cinema Brasileiro | Melhor Direção de Fotografia | Indicado  |
| 2017 | Grande Prêmio do Cinema Brasileiro | Melhor Maquiagem             | Indicado  |
| 2017 | Grande Prêmio do Cinema Brasileiro | Melhor Montagem Ficção       | Indicado  |